# Drengen, der ville i krig
Drengen, der ville i krig er en dansk dokumentarfilm fra 2010, der er instrueret af Anders Gustafsson.

## Handling
Michlas på 13 år forguder sin far, der er soldat, og fortæller alle om, hvor meget han selv drømmer om at komme i krig. Men er det virkelig det, han vil? Filmen er en skildring af forholdet mellem far og søn og viser, hvordan de knytter bånd gennem en fælles lidenskab for soldaterlivet.